# 36e régiment de marche
Pour les articles homonymes, voir 36e régiment.
Pour 36e régiment de marche formé à Paris en 1870, voir 136e régiment d'infanterie.
Le 36e régiment d'infanterie de marche (ou 36e régiment de marche) est un régiment d'infanterie français, qui a participé à la guerre franco-allemande de 1870 et à la campagne de 1871 à l'intérieur.

## Création et différentes dénominations
- 4 octobre 1870 : formation du 36e régiment d'infanterie de marche
- 1er septembre 1871 : fusion dans le 36e régiment d'infanterie de ligne

## Historique
Le 36e régiment de marche est formé par décret du 4 octobre 1870, à trois bataillons de six compagnies.
Au 15 octobre, il fait partie de la 3e division du 16e corps d'armée (armée de la Loire).
Il passe en décembre à la 3e division du 19e corps d'armée.
Le 16 mars, le 36e de marche passe à la 5e division de l'armée de Versailles qui vient d'être créée pour réprimer la commune de Paris. Cette armée est réorganisée le 6 avril et le régiment passe à la 3e division du 1er corps de la 2e armée de Versailles.
Il fusionne le 1er septembre 1871 dans le 36e régiment d'infanterie de ligne.